# 妹スマイル
『妹スマイル』（いもうとスマイル）は2009年11月27日にしとろんソフトから発売された18禁恋愛アドベンチャーゲームである。
妹が6人登場するが、それぞれ別々のパラレルワールドとして主人公の妹になる人物が変動し話が進行するものであり、主人公が6人の妹と暮らすという話ではない。このため登場人物の親族関係がシナリオ上は明瞭でないが、外箱では血縁関係はないとしている。
本作に登場するヒロインのうち2人は、公式サイト上で行われていた投票企画によって、設定が決まった。

## ストーリー
（出典：）
両親が突然死亡してしまったことにより、主人公は大きな屋敷を相続する。そんな彼の前に、一人の少女が現れる。その少女は両親の遺言書を差し出し、主人公の妹だと名乗り出る。かすかに彼女を覚えていた主人公は、妹との同居生活を始める。
始めこそ自称"妹"を警戒する主人公だったが、親を亡くしたことで彼女も傷ついていることに気が付く。主人公はそれ以来、よき兄として振る舞うように心がけ、妹の笑顔を取り戻すことを目指す。

## 登場人物
東野 春菜（とうの はるな）
声 - 藤森ゆき奈
主人公の妹。遠い親戚の家に預けられていた。親戚の家で家事を手伝っていたため、洗濯や料理が得意という家庭的な少女に育った。不幸な境遇の持ち主だが、性格は明るい。異性と一緒に暮らしたことがないため、男に免疫がない。
南澤 夏希（みなみざわ なつき）
声 - 青葉りんご
主人公の妹。裕福な家庭で育ったため、ファッションに強いこだわりを持つ。料理が不得手であり、彼女が作った料理は消し炭になってしまう。主人公とは価値観の違いのため、口論になることが多い。
西澤 秋穂（にしざわ あきほ）
声 - 佐々留美子
主人公の妹。行動的な性格のため思い立ったら行動を起こすが、いつも裏目に出てしまう。しかしポジティブすぎる性格なため、反省をすることはない。
北郷 冬霞（きたさと とうか）
声 - 小倉結衣
主人公の妹。おとなしい性格で、あまり口を開かない。兄と再会することをずっと願っていた。念願叶って主人公と再会し、彼が想像していた兄以上だったため、再開して早々に恋に落ちる。しかし異性とあまり関わらずに育ったため、自分の気持ちを伝えられない。
野中 詩季（のなか しき）
声 - 風音
主人公の妹。即売会イベントに参加し、毎月同人誌を出すというオタクな少女である。兄がいるという話は聞いていたが、想像していた兄との違いに戸惑っている。
月野 暦（つきの こよみ）
声 - 新堂真弓
主人公の妹。幼いころから親戚の家をたらい回しにされてきた。不幸な境遇に遭いつつも、それを運命として受け入れている。占いを趣味としており、「主人公と自分は前世でも兄妹だった」と主張している。

## 主題歌

### オープニングテーマ
『Yes,You can make it!』
作詞・歌：新堂真弓
作曲・編曲：ホスポラグ